# يوهان أف غران
جوهان أف جران (بالفنلندية: Juhan af Grann)‏ هو مخرج ومنتج فنلندي. ولد في كووبيو في 4 ديسمبر عام 1948. اشتهر بوثائقياته حول الأطباق الطائرة.

## روابط خارجية
- يوهان أف غران على موقع IMDb (الإنجليزية)
- يوهان أف غران على موقع قاعدة بيانات الفيلم (الإنجليزية)